# Pinguicula rotundiflora
Pinguicula rotundiflora este o specie de plante carnivore din genul Pinguicula, familia Lentibulariaceae, ordinul Lamiales, descrisă de M. Studnicka. Conform Catalogue of Life specia Pinguicula rotundiflora nu are subspecii cunoscute.